# Albalate del Arzobispo
Albalate del Arzobispo (aragónul Albalat de l'Arcebispe) település Spanyolországban, Teruel tartományban. Albalate del Arzobispo Ariño, Híjar, Muniesa, Urrea de Gaén, Andorra és Lécera községekkel határos. Lakosainak száma 1933 fő (2024).